# Gotthard Günther
Gotthard Günther, född 15 juni 1900 i Arnsdorf, död 29 november 1984 i Hamburg, var en tysk filosof och logiker. Han var professor vid Hamburgs universitet. Günther tillhörde Leipzigskolan.

## Biografi
Gotthard Günther avlade doktorsexamen år 1933 med en avhandling om Hegel; handledare var Eduard Spranger. Under 1930-talet blev han medlem av Leipzigskolan; andra medlemmar var Hans Freyer, Arnold Gehlen, Gunter Ipsen, Helmut Schelsky, Heinz Maus och Karl Heinz Pfeffer. Günther var influerad av bland andra Hegel, Martin Heidegger och Oswald Spengler.